# Crespi
Crespi è un cognome di lingua italiana.

## Varianti
Crespani, Crespellani, Crespiani, Crespini, Crespo, Crispano, Crispi, Crispini, Crispino, Crispo.

## Origine
Il cognome è tipicamente settentrionale.
Potrebbe derivare da un toponimo quali Crespi d'Adda, Crespino e Crispano, ma anche da prenomi quali Crispino e Crispo, dal latino crispus, "dai capelli ricci e folti".
Le varianti Crespani e Crespan sono venete; Crispi è centro-meridionale, soprattutto marchigiano; Crispano e Crispo sono campani e siciliani.

## Diffusione
Il cognome Crespi è il 1176º più diffuso in Italia.
| Provincia | Dato                      | nº persone |
| --------- | ------------------------- | ---------- |
| Varese    | Crespi è l'11º cognome    | 453        |
| Milano    | Crespi è il 635º cognome  | 325        |
| Bergamo   | Crespi è il 245º cognome  | 163        |
| Roma      | Crespi è il 3122º cognome | 130        |

## Persone
- Angelo Crespi – filosofo italiano
- Angelo Lorenzo Crespi – giornalista italiano
- Antonio Maria Crespi Castoldi – pittore italiano